# Archivio Bellavitis
L'archivio Bellavitis è conservato nelle strutture dell'Istituto Veneto di Scienze, Lettere ed Arti, presso palazzo Loredan.

## Storia archivistica
Tra il 1991 e il 2001 gli eredi di Giusto Bellavitis donarono le sue carte all'Istituto Veneto di Scienze, Lettere ed Arti, di cui era stato presidente in vita.
La prima donazione avvenne nel 1991 da parte di Claudio Bellavitis. Nel 2001 il conte Paolo Bellavitis donò la sua parte di archivio conservata a Sacile.

## I documenti
L'archivio è formato da materiale vario come:
- lettere (più di 800); sono distribuite in tre tipi di fascicoli secondo l'ordine progettato da Bellavitis stesso, il primo tipo porta il nome del corrispondente e la sua residenza, il secondo oltre al nome porta il numero di lettere spedite e di quelle ricevute con le relative date ed infine il terzo tipo è ordinato cronologicamente.
- manoscritti contenenti gli appunti per le lezioni da lui svolte all'Università di Padova;
- scritti sull'istruzione pubblica;
- materiale autografo di opere successivamente edite
- una grande quantità di opuscoli e opere inviategli da colleghi
- copie della rivista «Rivista di giornali» di cui era recensore.
- grossi volumi autografe contenenti  commenti su opere altrui.